# Politique sociale de l'Union européenne
La politique sociale de l'Union européenne a notamment pour objectifs :
- la hausse de l’emploi, la qualité des emplois et des conditions de travail, la mobilité des travailleurs, l'information et la consultation des travailleurs ;
- la lutte contre la pauvreté et l’exclusion sociale ;
- la lutte contre les discriminations, la promotion de l’égalité entre les hommes et les femmes ;
- la modernisation des systèmes de protection sociale.

Les grandes lignes de cette politique sont retracées sur un « agenda social ».

## Les stratégies pour l'emploi

### Historique
Le traité de Rome, fondateur de la Communauté économique européenne (CEE) fixait comme objectifs la recherche d'un « Progrès économique et social équilibré et durable » (titre premier, article B) et la mise en place d'une « Collaboration étroite » entre les États membres quant aux questions relatives à l'emploi (titre III, chapitre premier, article 118). Il n’a pas prévu, en revanche, d'instrument spécifique de lutte contre le chômage, certainement parce que la faiblesse de son niveau ne le justifiait pas.
Le but poursuivi par les autorités européennes est donc avant tout, dans le cadre propice du Marché unique, de restaurer la compétitivité des entreprises et de résorber les déséquilibres entre offre et demande de main-d'œuvre sur le marché du travail. Elles recommandent une plus grande flexibilité sur les marchés du travail des États membres, l’ajustement des salaires réels suivant la productivité du travail, une remise en question des mécanismes d'indemnisation du chômage, ainsi qu'une modernisation des systèmes de formation, que les Conseils européens récemment tenus ont fortement encouragés.
Le marché unique, en permettant la levée des obstacles non tarifaires aux échanges commerciaux intracommunautaires, devait favoriser une relance de la croissance économique et, partant, une amélioration de la situation de l’emploi. L’argumentation était fondée sur le rapport qui évaluait, inversement, le coût de la « Non-Europe ».
Avec le livre blanc qui débouche sur la signature de l'Acte unique en février 1986, l’emploi devient pour la première fois un élément de préoccupation pour la Commission européenne. À travers ce document, elle identifie les facteurs de chômage en Europe et énumère, en regard, une liste de recommandations.
L'Acte unique a ouvert le chemin au Traité sur l'Union européenne signé à Maastricht en 1992. À l'objectif de grand marché intérieur, l'Acte unique associe étroitement celui tout aussi essentiel de la cohésion économique et sociale.
Lors du conseil européen d’Essen (décembre 1994), deux principes ont été fixés : la recherche d’une stratégie européenne pour l’emploi et la fixation de priorités indicatives regroupées dans un plan d’action pour l’emploi. Cette « stratégie » d’Essen a été ensuite développée par les conseils européens de Madrid (1995) et de Dublin (1996).
Pendant toutes ces années jusqu'en 1997, l'essentiel de la politique de l'emploi de l'Union européenne est de fait pris en charge au travers de la politique des fonds structurels.
Ainsi l’Union européenne dispose de cinq fonds structurels, dont les répercussions sur l’emploi sont plus ou moins directes. Sont notamment dans ce cas : le Fonds européen de développement régional (FEDER), le Fonds européen d'orientation et de garantie agricole (FEOGA), l’Instrument financier d'orientation de la pêche (IFOP), et le Fonds de cohésion.
Mais le Fonds social européen (FSE) est, des cinq fonds, le seul à avoir été instauré pour lutter contre le chômage. Créé en 1958, le Fonds social européen, est destiné à promouvoir les facilités d'emploi et la mobilité géographique et professionnelle des travailleurs, ainsi qu'à faciliter l'adaptation aux mutations industrielles et à l'évolution des systèmes de production, notamment par la formation et la reconversion professionnelles.
Le traité d’Amsterdam, signé en 1997, marque un changement profond dans l’approche communautaire des questions de l’emploi et du chômage. Pour la première fois, les questions de l’emploi se voient accorder une importance équivalente à celle des autres aspects économiques de l’Union : un titre exclusivement consacré à l’emploi est intégré dans le traité.
La stratégie européenne pour l’emploi n’est pas une politique communautaire, elle encourage la coopération en matière d’emploi par le biais de « bonnes pratiques » qui constituent des instruments d’évaluation qualitative et d’influence réciproque des États les uns envers les autres ; elle favorise la convergence en fixant des objectifs communs.
En novembre 1997, le sommet extraordinaire sur l’emploi de Luxembourg concrétise les orientations du traité d’Amsterdam, au sein de la stratégie européenne de l’emploi (SEE). Les États membres sont invités à reclasser leurs politiques existantes au sein des quatre piliers de la SEE : favoriser l’employabilité (la capacité d’insertion professionnelle), développer l’esprit d’entreprise, encourager la capacité d’adaptation des entreprises et de leurs travailleurs et renforcer les politiques d’égalité des chances.
Pour la première fois dans l’histoire de la construction européenne, les États membres se fixent des objectifs chiffrés communs pour réduire le chômage. Chaque gouvernement conserve la responsabilité de sa politique de l’emploi.
Les partenaires sociaux participeront à toutes ces étapes d’analyse et de formulation, une réunion préparatoire se tiendra tous les semestres avant la réunion du Conseil pour procéder à un échange de vue sur la mise en œuvre de la Charte communautaire des droits sociaux fondamentaux des travailleurs de 1989.
Le cycle annuel de mise en œuvre coordonnée et de suivi des politiques nationales de l’emploi, connu sous le nom de processus de Luxembourg, comprend un programme annuel adaptable de planification, de suivi, d’analyse et de réajustement.
Au processus de Luxembourg se sont ajoutés les processus de Cardiff (approche globale des réformes structurelles des marchés des biens, services et capitaux) et le processus de Cologne (respect de l’indépendance et de l’autonomie de tous les intervenants des négociations salariales et des politiques monétaires), dont l’intégration doit, selon la Commission, renforcer la stratégie pour l’emploi en vue de faire aboutir les réformes et modifications structurelles, gages d’un esprit d’entreprise compétitif et de la promotion du potentiel d’emplois encore latent dans de nombreux secteurs et pays de l’Union européenne. Le niveau d’emploi n’est plus considéré comme la résultante de l’élimination des dysfonctionnements et des rigidités des marchés (travail, bien, capitaux), mais l’intégration des réformes sur ces trois marchés est, pour les autorités européennes, la condition de l’amélioration de la situation de l’emploi dans les États membres de l’Union européenne.
Les quatre piliers fondamentaux de la Stratégie européenne de l’emploi se déclinent sous forme de lignes directrices pour l’emploi, qui forment la transposition concrète dans les politiques nationales des objectifs communs définis au niveau communautaire. Elles sont adoptées par le Conseil sur proposition de la commission et structurent les Plans nationaux d’action pour l’emploi (PNAE) élaborés par chaque État membre, selon le principe de subsidiarité.
Le Plan national d’action pour l’emploi (PNAE) est un document présenté chaque année par tous les États membres. Il répond aux objections et/ou remarques adressés à l’État membre sur la base du plan de l’année précédente. L’ensemble des PNAE fait l’objet d’un examen annuel exprimé dans le « Rapport conjoint sur l’emploi », qui formule des recommandations aux États membres – initialement sous forme globale, puis État par État.
La politique sociale de l'Union européenne doit aujourd'hui faire face à un certain nombre de défis et notamment l'intégration et la non-discrimination des migrants, la réduction des inégalités au sein de l'Union européenne et le vieillissement de la population européenne.

### Projet Europe 2020
La politique sociale de l'Union européenne est au cœur de la stratégie Europe 2020 adoptée en 2010.

## Sources

## Compléments